# Museum am Meer

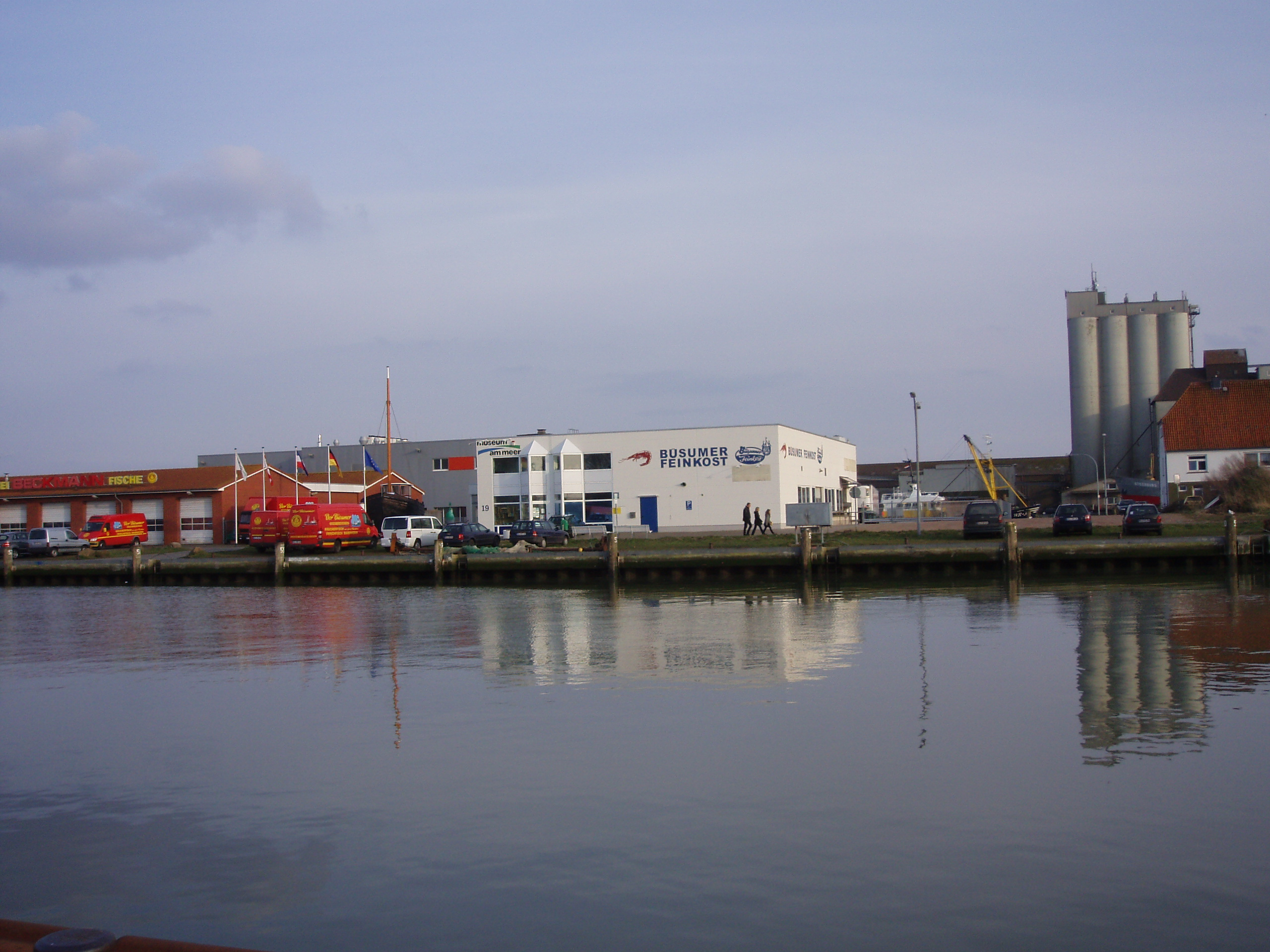
Blick über das Hafenbecken zum Museum und den krabbenverarbeitenden Betrieben

Das Museum am Meer in Büsum informiert über die Geschichte des Krabbenfangs und der Krabbenverarbeitung an der Nordsee und über die Geschichte des Fremdenverkehrs in Büsum.
Das Museum befindet sich unmittelbar am Hafenbecken II in Büsum und im selben Gebäude wie das Aquarium am Meer. Es kann ein Kombiticket für das Museum im Obergeschoss und das Aquarium im Untergeschoss erworben werden. In einem Filmraum des Museums können mehrere Filme zu Themen wie Garnelenfischerei, der Sturmflut 1962 und Wattvermessung präsentiert; das Ruderhaus eines Krabbenkutters steht zu einer Fahrtsimulation zur Verfügung und auch weitere interaktive Elemente sind in der Ausstellung vertreten.
Der Kutter Leonore Johanna aus dem Jahr 1920, der im Außenbereich des Museums liegt, kann durch Einschnitte im Rumpf besichtigt werden.
Die Geschichte des Tourismus in Büsum und die Geschichte des Ortes selbst werden in Filmen, Diashows und Installationen dargestellt.
Das Museum wurde zum Teil von der Europäischen Union finanziert.